# Tlos

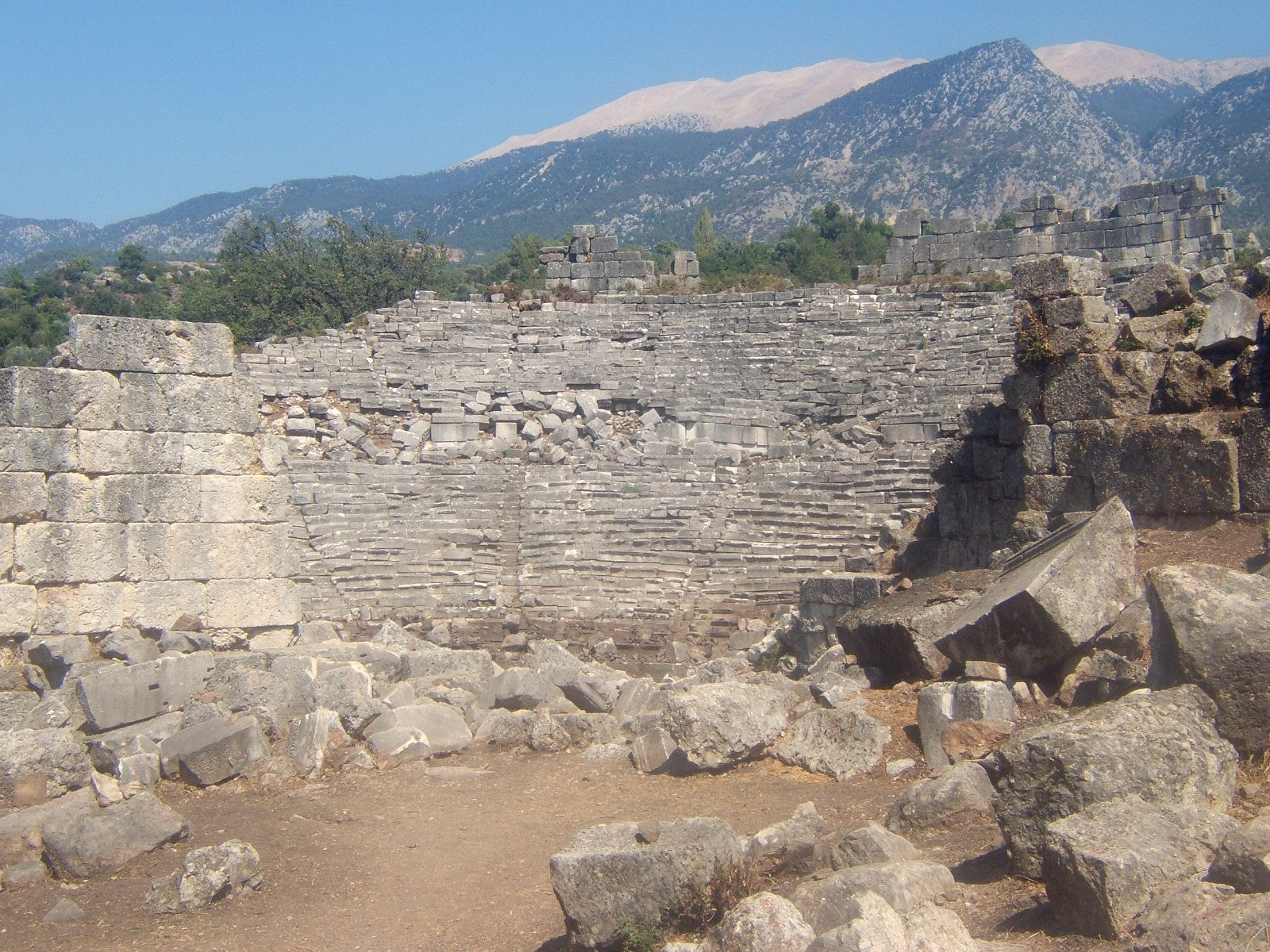
Anfiteatro romano di Tlos

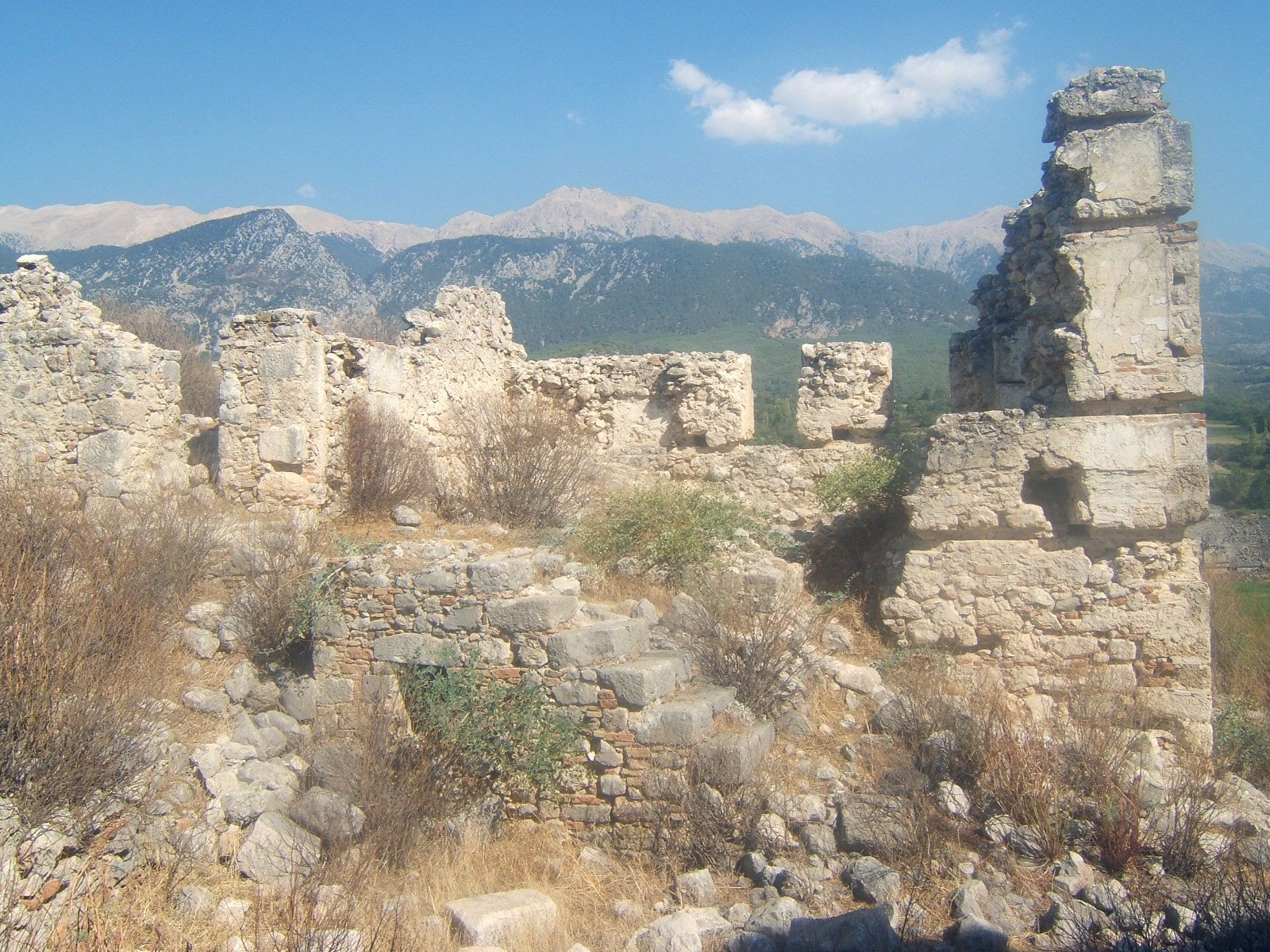
Resti del castello ottomano

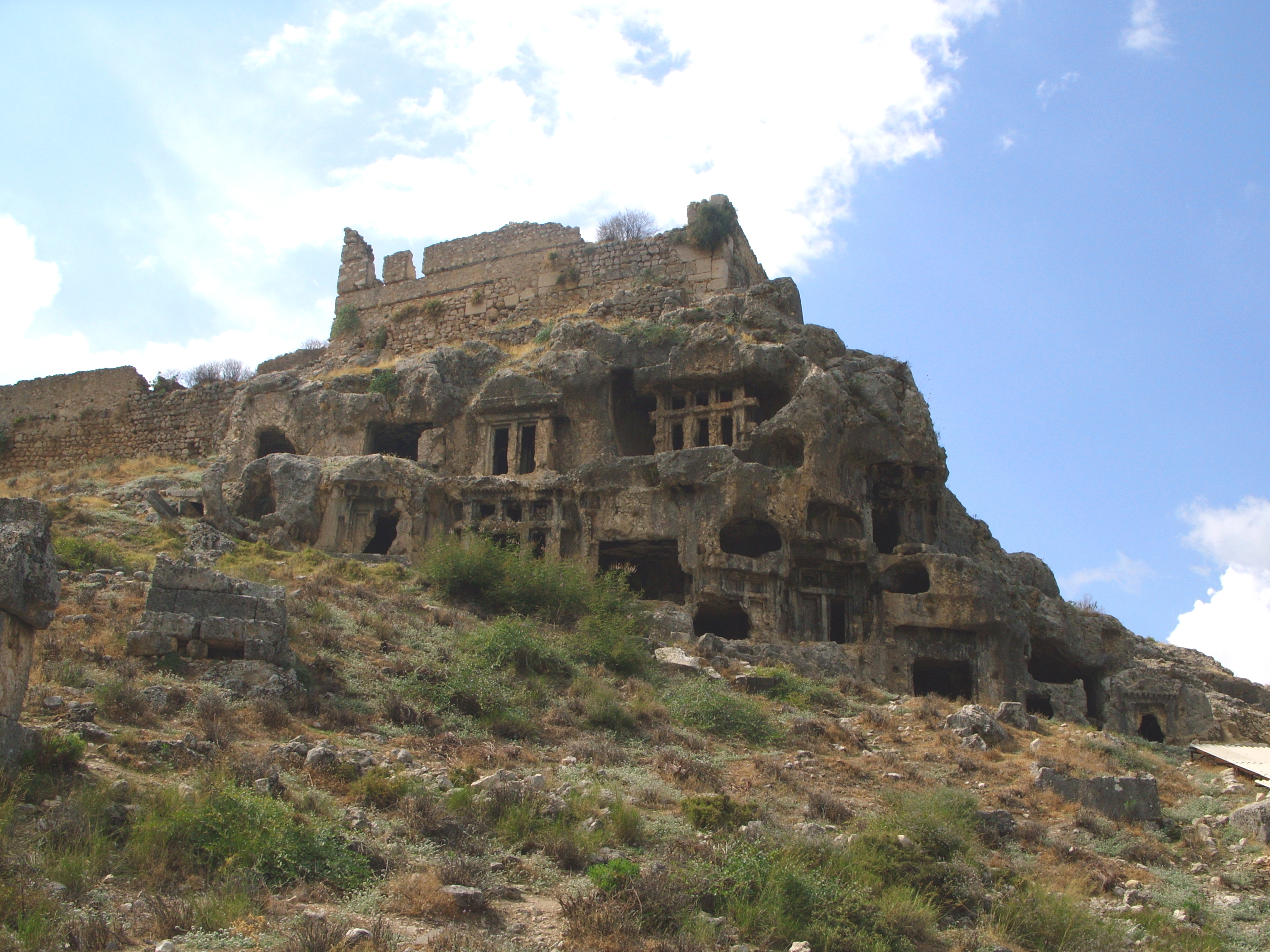
Tlos

Tlos (in licio Tlawa), è conosciuta per essere stato uno dei più importanti centri religiosi della Licia nella provincia di Antalya in Turchia e, secondo la mitologia greca, la patria di Bellerofonte e del suo cavallo alato Pegaso (mitologia). Gli scavi archeologici fanno risalire le vestigia più antiche del sito a prima del II secolo a.C. e ne fanno l'insediamento più antico della Licia. La necropoli edificata sulle falesie è costituita da molte tome a tempietto tipiche della Licia, tra di esse anche quella di Bellerofonte. Nel II secolo a.C. era una delle sei città della confederazione licia a possedere tre voti nel governo della regione. Possedeva un'importante comunità ebraica retta da propri magistrati.
In epoca romana la città era chiamata la luminosa metropoli del popolo dei Lici. La città subì gravi devastazioni durante il terremoto del 141. Gran parte degli edifici del II secolo sono opera della ricostruzione, eseguita grazie all'intervento di filantropi come Opramoas di Rodiapoli. Iscrizioni di quel periodo indicano che la città era divisa in quartieri indicati con nomi di eroi della Licia. In epoca ottomana rimase abitata a differenza di molti altri insediamenti lici.
Tlos venne riscoperta dall'esploratore inglese Charles Fellows nel 1838, venne visitata anche da Spratt, che la indicava come uno dei più importanti siti archeologici della regione.
La città sorge sulla sponda est della valle di Xanthos ed è dominata dall'acropoli, scavata nelle rocce sovrastanti, sulla sommità si trova un altopiano, pure ricco di insediamenti. L'influenza di molte culture mostra a Tolos un interessante collage di strutture. Attualmente parte del sito è occupato dalla cittadina di Yaka e da altri piccoli villaggi